# Лозняки (Красноярский край)
Лозняки — посёлок в Боготольском районе Красноярского края России. Входит в состав Боготольского сельсовета.

## География
Находится на правом берегу реки Улуй (приток реки Чулым), примерно в 5 км к северо-востоку от районного центра, города Боготол.

## История
В 1976 г. Указом Президиума ВС РСФСР поселок Первомайского льнозавода переименован в Лозняки.

## Население
| 2010 |
| ---- |
| 59   |

Гендерный состав
По данным Всероссийской переписи населения 2010 года 29 мужчин и 30 женщин из 59 чел.

## Улицы
Уличная сеть посёлка состоит из 2 улиц (ул. Кутузова и ул. Советская).